# Vale View
Vale View är en del av en befolkad plats i Australien. Den ligger i kommunen Toowoomba och delstaten Queensland, omkring 110 kilometer väster om delstatshuvudstaden Brisbane. Antalet invånare är 700.
Runt Vale View är det mycket glesbefolkat, med 7 invånare per kvadratkilometer.. Närmaste större samhälle är Toowoomba, omkring 13 kilometer norr om Vale View. 
I omgivningarna runt Vale View växer huvudsakligen savannskog. Genomsnittlig årsnederbörd är 949 millimeter. Den regnigaste månaden är januari, med i genomsnitt 191 mm nederbörd, och den torraste är september, med 31 mm nederbörd.